# Piková dáma (novela)
Piková dáma (1834, Пиковая дама) je novela ruského romantického básníka, prozaika a dramatika Alexandra Sergejeviče Puškina (1799 – 1837). Podle novely složil roku 1890 ruský skladatel Petr Iljič Čajkovskij stejnojmennou operu.

## Obsah novely
V novele nám autor vypráví o důstojníkovi Heřmanovi, který je posedlý touhou zmocnit se tajemství tří vyhrávajících karet, které zná stará hraběnka Anna Fedotovna. Vloudil se proto v noci do jejího domu, k čemuž využil pomoci stařeniny schovanky, se kterou zapředl milostný románek. Hraběnka ale tajemství nechtěla prozradit, a tak ji Heřman vystrašil nenabitou pistolí. Hraběnka psychickou zátěž nevydržela a leknutím zemřela. Zjevila se mu však ve snu a ony tři karty (trojku, sedmu a eso) mu prozradila, za podmínky, že potom nesmí už nikdy hrát a musí si vzít její schovanku Lizavetu. Heřman začal na tyto karty postupně sázet a dvakrát vyhrál velkou částku. Při třetí sázce se mu však místo esa zjevila piková dáma jako memento mrtvé hraběnky a Heřmanovi se zdálo, že přihmouřila oči a ušklíbla se. Heřman vše prohrál a skončil jako šílenec. Byl zavřen do nemocnice, kde si neustále mumlal: „Trojka, sedma, eso. Trojka, sedma, dáma!“

## Filmové adaptace
- Piková dáma (1910, Пиковая дама), Rusko, režie Petr Čardynin, němý film,
- Piková dáma (1916, Пиковая дама), Rusko, režie Jakov Protazanov, němý film,
- Piková dáma (1927, Pique Dame), Rakousko, režie Alexandr Razumnyj, němý film,
- Piková dáma (1927, La Dame de Pique), Francie, režie Fjodor Otsep,
- Piková dáma (1949, The Queen of Spades), Velká Británie, režie Thorold Dickinson,
- Piková dáma (1958, La Dame de Pique), Francie, režie Stellio Lorenzi, televizní film,
- Piková dáma (1960, Пиковая дама), Sovětský svaz, režie Roman Tichomirov,
- Piková dáma (1965, La Dame de Pique), Francie, režie Léonard Keigel,
- Piková dáma (1982, Пиковая дама), Sovětský svaz, režie Igor Malsennikov, televizní zpracování Čajkovského opery v ruském originále,
- Ty tři správné karty (1988, Ети три верные карты), Sovětský svaz, režie Alexandr Orlov,
- Piková dáma (1992, Pique Dame), Velká Británie, režie Peter Maniura, televizní zpracování Čajkovského opery v ruském originále,
- Piková dáma (1999, The Queen of Spades), USA, režie Brian Large, televizní zpracování Čajkovského opery v ruském originále,
- Piková dáma (2002, Pique Dame), Rakousko, režie Brian Large, televizní zpracování Čajkovského opery v ruském originále,
- Piková dáma (2008, La Dame de Pique), Francie, režie François Roussillon, televizní zpracování Čajkovského opery v ruském originále.

## Česká vydání
- Piková dáma a jiné novely, F. Šimáček, Praha 1894, přeložil Vilém Mrštík,
- Kapitánova dcerka a ostatní povídky prosou, Jan Otto, Praha 1899, svazek obsahuje mimo jiné i Pikovou dámu v překladu Olgy Kalašové, znovu 1920.
- Piková dáma, I. L. Kober, Praha 1919, přeložil V. Rieti,
- Piková dáma a jiné povídky, Sfinx, Praha 1927, přeložil František Zpěvák,
- Piková dáma, Josef Hokr, Praha 1931, přeložila B. Mašínová,
- Piková dáma a jiné povídky, Melantrich, Praha 1931, svazek obsahuje mimo jiné i Pikovou dámu v překladu Bohumila Mathesia, znovu Svět sovětů, Praha 1960, Odeon, Praha 1972, Albatros, Praha 1975 a Levné knihy KMa, Praha 2004.
- Piková dáma, Ludmila Voronovská-Melicharová, Praha 1937, přeložila Ludmila Voronovská-Melicharová,
- Povídky veršem i prózou, Melantrich, Praha 1938, svazek obsahuje mimo jiné i Pikovou dámu v překladu Bohumila Mathesia,
- Piková dáma a ostatní krásná prosa, Josef R. Vilímek, Praha 1945, přeložil Jaroslav Janeček,
- Piková dáma, V. Smidt, Praha 1947, přeložil František Lazecký,
- Výbor z díla I. , Svoboda, Praha 1949, svazek obsahuje mimo jiné i Pikovou dámu v překladu Bohumila Mathesia,
- Piková dáma, Československý spisovatel, Praha 1955 přeložil Bohumil Mathesius, znovu Práce, Praha 1973.
- Povídky, SNKLHU, Praha 1955, svazek obsahuje mimo jiné i Pikovou dámuo v překladu Bohumila Mathesia,
- Výbor z díla, SNDK, Praha 1955, svazek obsahuje mimo jiné i Pikovou dámu v překladu Bohumila Mathesia, znovu Albatros, Praha 1981,
- Tři karty, Odeon, Praha 1975, svazek obsahuje mimo jiné i Pikovou dámu v překladu Bohumila Mathesia,
- V bouři zrál můj hlas, Mladá fronta, Praha 1975, svazek obsahuje mimo jiné i Pikovou dámu v překladu Bohumila Mathesia,
- Piková dáma a jiné prózy, Lidové nakladatelství, Praha 1980, svazek obsahuje mimo jiné i Pikovou dámu v překladu Bohumila Mathesia,